# Stanislav I. Thurzo
Stanislav Thurzo, ve starých textech někdy uváděn jako Stanislav Tuří, plným jménem hrabě Stanislav Thurzo de Béthlenfalva (cca 1470, Krakov – 1540, Olomouc), byl v letech 1496–1540 třicátým pátým olomouckým biskupem. Pocházel z uherského rodu Turzů. 

## Život
Narodil se asi roku 1470 v Krakově, kam se odstěhovali jeho rodiče pocházející z Uher.  
Stanislav studoval v italské Padově teologii a práva a hned po návratu se stal olomouckým kanovníkem. Když papežové Inocenc VIII. a Alexandr VI. ignorovali právo olomoucké kapituly na svobodnou volbu biskupa a dosadili na biskupství italské kněze, kapitula protestovala a poslala do Říma Stanislava Thurza. Ten nešetřil ani času, ani peněz, až nakonec přiměl biskupa Jana Borgiu k rezignaci. Právo volby bylo papežem olomoucké kapitule vráceno a ta jednomyslně zvolila Thurzu v roce 1496 biskupem. 
V roce 1498 biskup Thurzo svolal diecézní synodu do Vyškova, odkud vyšla Statuta synodalia Stanislai. Roku 1500 vykoupil ze zástavy Kroměříž a zahájil přestavbu gotického hradu na zámek. Někdy na počátku 16. století zřídil u vyškovského zámku zahradu a v Olomouci nechal postavit biskupskou rezidenci. V roce 1511 vykoupil zastavený hrad Hukvaldy a dal ho znovu opevnit. Svou rozsáhlou stavební činnost korunoval v letech 1515 až 1516 výstavbou vysokého gotického chóru olomoucké katedrály sv. Václava. 
Dne 11. března 1509 korunoval v katedrále sv. Víta spolu se svým bratrem Janem, vratislavským biskupem, Ludvíka Jagellonského za českého krále. 24. února 1527 korunoval na českého krále také Ferdinanda I. z rodu Habsburků.
Biskup Stanislav Thurzo zemřel v noci z 16. na 17. dubna 1540 a byl pohřben v olomoucké katedrále sv. Václava.